# Mysmenella jobi
Mysmenella jobi is een spinnensoort in de taxonomische indeling van de Mysmenidae.
Het dier behoort tot het geslacht Mysmenella. De wetenschappelijke naam van de soort werd voor het eerst geldig gepubliceerd in 1967 door Otto Kraus.